# Ngựa Kaimanawa
Ngựa Kaimanawa là một quần thể ngựa hoang ở New Zealand có nguồn gốc từ những con ngựa nhà được thả vào tự nhiên trong thế kỷ XIX và XX. Chúng được biết đến với sự rắn rỏi và tính khí điềm tĩnh. Chính phủ New Zealand đã có sự kiểm soát chặt chẽ quần thể đàn ngựa để bảo vệ môi trường sống nơi chúng sinh sống, bao gồm một số loài thực vật có nguy cơ bị tuyệt chủng. Các di sản di truyền từ các nòi ngựa khác nhau dẫn đến đa dạng di truyền cho giống ngựa này đủ các thể loại kích thước, chiều cao, thể vóc, tướng dáng và màu lông đa dạng. Chúng thường được coi là giống ngựa có cơ bắp chắc nịch và rắn rỏi. Những con ngựa Kaimanawa ngày nay có sự giống nhau về di truyền nhất với ngựa Thuần Chủng (ngựa nòi Anh) và giống ngựa lai Thuần chủng.

## Lịch sử giống
Những con ngựa được báo cáo ghi nhận xuất hiện lần đầu tiên trong dãy Kaimanawa vào năm 1876, đây là những con ngựa đầu tiên được du nhập vào New Zealand do công của Mục sư Samuel Marsden một nhà truyền giáo Tin lành,  vào tháng 12 năm 1814, và những con ngựa hoang dã lần đầu tiên được báo cáo ở Dãy Kaimanawa vào năm 1876 mặc dù những con ngựa đầu tiên đã được đưa vào New Zealand vào năm 1814. Từ năm 1858 đến năm 1875, Thiếu tá George Gwavas Carlyon đã nhập khẩu ngựa Exmoor về Vịnh Hawkes (không có khả năng là những chú ngựa lùn Exmoor thuần chủng). Người ta cũng cho rằng vào những năm 1960, Nicholas Koreneff đã cho thả một con ngựa giống ngựa Ả Rập vào khu vực Thung lũng Argo và giống ngựa Ả Rập này đã trộn lẫn hòa huyết vào các đàn mgựa Kaimanawa.
Đàn ngựa hoang dã phát triển như những con ngựa trốn thoát hoặc được thả ra từ các trang trại nuôi cừu và các doanh trại kỵ binh. Những con ngựa nái đã được người dân địa phương bắt lại để sử dụng như dùng chúng để cưỡi ngựa, cũng như bắt chúng làm thịt, lấy lông và da của chúng. Quần thể đàn ngựa này đã bị suy giảm khi các hoạt động nông nghiệp và lâm nghiệp quy mô lớn xâm lấn phạm vi của chúng, và chỉ có khoảng 174 cá thể ngựa đã được biết đến vào năm 1979. Đàn Kaimanawa được chính phủ New Zealand chính thức tuyên bố bảo vệ năm 1981, và có 1.576 con ngựa trong đàn vào năm 1994. Một quần thể nhỏ, hầu như không được quản lý cũng tồn tại trên Bán đảo Aupouri ở mũi phía bắc của Đảo Bắc. Vòng quây đã được thực hiện hàng năm từ năm 1993 để quản lý kích thước đàn, loại bỏ khoảng 2.800 con ngựa hoàn toàn. Số lượng ngựa Kaimanawa được liệt kê như một đàn có giá trị di truyền đặc biệt của Tổ chức Nông lương và Thực phẩm Liên hợp quốc (FAO), và một số nghiên cứu đã được tiến hành về động lực của đàn và thói quen của giống ngựa này.